# Emma Gillett
Emma Millinda Gillett (1852–1927) foi uma advogada e ativista pelos direitos das mulheres que desempenhou um papel fundamental no avanço dos estudos jurídicos para mulheres. Após ser negada das escolas de direito locais devido a seu gênero, foi admitida pela Universidade de Howard, uma universidade historicamente negra. No entanto, a Faculdade de Direito de Washington, que fundou em 1898, não aceitou a pessoas negras até 1950.

## Biografia
Gillett nasceu em 30 de julho de 1852, em Princeton, Wisconsin, como filha de colonos. Foi educada em Girard, Pensilvânia, onde sua família se mudou após a morte de seu pai. Em 1870, se graduou no Lake Erie College e ensinou durante os seguintes dez anos no sistema de escolas públicas de Pensilvânia. Durante seu tempo como mestre, se sentiu frustrada com os escassos salários.
Após a morte de sua mãe, o papel de Gillett na solução de seu patrimônio acordou seu interesse na lei, além de ser uma profissão melhor paga. Animada pela notícia de Belva Lockwood, mudou-se a Washington com a esperança de seguir os passos de Lockwood.  Desafortunadamente, descobriu que a Universidade Nacional tinha fechado suas portas às mulheres. Foi admitida na Universidade Howard e se graduou em 1882 com um LLB, seguido em 1883 com um LLM.

## Realizações
Ajudou no estabelecimento de um clube de mulheres, "The Wimondaughsis", em DC.
Com Ellen Spencer Mussey, seu colega e cofundadora da Faculdade de Direito de Washington, fundou o Colégio de Advogadas do Distrito de Columbia. Respondendo ao convite escrito emitida por Mussey, convocando a uma reunião inicial de "uma associação de advogadas no Distrito de Columbia" o 17 de maio de 1917, outras 29 uniram-se a Gillett e Mussey como membros fundadoras da Associação de Advogadas do Distrito de Columbia. Nesse momento, só a cidade de Nova York, Chicago e Omaha tinham organizado associações similares.
Gillett ocupou muitos cargos adicionais, incluído o de vice-presidenta para o Distrito de Columbia da American Bar Association em 1922; Presidenta da Associação Estatal de Sufragio do Distrito; Presidenta da Associação de advogadas em 1921, e no momento de sua morte era Decana Emérita do Colégio de Leis de Washington e Presidenta do Ramo Jurídico do Partido Nacional da Mulher.

## Morte
Gillett morreu em 23 de janeiro de 1927,  após contrair pneumonia enquanto estava confinada em sua cama após romper-se a cadera o outubro anterior.